# Campanya mediterrània d'Alfons el Magnànim

## Antecedents
La reina Joana II de Nàpols regnava a Nàpols sense descendència i va adoptar Alfons el Magnànim com a futur hereu l'agost de 1420. Martí V va excomunicar Joana, i nomenà Lluís III d'Anjou com a hereu de la corona. Els complexos jocs d'aliances i rivalitats locals no permetien conquestes duradores de Còrsega, agreujat pel conflicte del cisma d'Occident, en què els corsos estaven dividits pel suport a Joan XXIII, ajudat pels pisans i Benet XIII, ajudat pels genovesos.
El maig del 1420, Alfons s'embarcà en una expedició per consolidar el domini catalanoaragonès a les illes de Sardenya, Sicília i Còrsega.

## Còrsega
Vicentello d'Istria aterrà a l'illa amb una força militar aragonesa, i traient profit de les rivalitats pren fàcilment el control de Cinarca i Ajaccio. Acordant amb els bisbes el favor dels pisans, va estendre la seva influència a l'illa i aixeca el castell de Corte el 1419, deixant la influència genovesa reduïda a Bonifacio i Calvi. Vincentelli, amb el títol de virrei de Còrsega, establia el 1420 la seu del seu govern a Biguglia.
El 1420, Alfons el Magnànim va enviar una flota a Sicília, Còrsega i Nàpols per lluitar contra els genovesos, que va partir dels Alfacs (Sant Carles de la Ràpita) i es presenta amb una gran flota en el mar enfront de Còrsega amb la intenció de prendre possessió personalment del Regne de Sardenya i Còrsega. Després de pacificar l'Alguer (Sardenya) amb un estol de 24 galeres pròpies i 5 de venecianes, es va dirigir a Calvi. Als pocs dies de setge per terra i mar, la ciutat es va rendir. Caiguda Calvi, al nord de Còrsega el setembre de 1420 es va dirigir a Bonifacio, al sud de l'illa. La ciutat quedà en mans d'Alfons el Magnànim fins a l'abril de 1421
Bonifacio va resistir prenent el paper d'esperança per als corsos, que van experimentar un domini violent i foren oprimits per un nivell intolerable de fiscalitat, i prepararen la rebel·lió contra el nou senyor. La llarga resistència de Bonifacio, convençuda que els assetjants aixecarien el bloqueig sobre la ciutat i ajudats per l'abastiment naval que burlava el bloqueig per mar, obtingué la confirmació dels seus privilegis, i es convertí en una mena de microrepública independent sota la protecció genovesa. Els aragonesos van aixecar el setge el 1421 per dirigir-se a Sicília i després a Nàpols, abandonant els seus aliats corsos.

## Gènova
La ciutat de Gènova estava assetjada per terra per les forces del dux de Milà Felip Maria Visconti; però, sense completar el setge per mar, la ciutat no podia caure, així que van demanar ajut a Alfons el Magnànim, que va enviar set o nou galeres comandades per Romeu de Corbera.
Tomaso di Campofregoso, el dux de Gènova, va enviar a l'encontre de la flota catalana una flota de la mateixa magnitud comandada pel seu germà Bautista di Campofregoso. En la batalla de la Foç Pisana cinc galeres genoveses foren capturades, amb el seu almirall, mentre que la resta aconseguia arribar a Gènova. Els genovesos reberen una derrota tan greu en la batalla, que Tomaso di Campofregoso rendí la República de Gènova el novembre a Felip Maria Visconti.

## Nàpols
En resposta a la reclamació d'Alfons el Magnànim, Lluís d'Anjou va desembarcar a Nàpols el 15 d'agost de 1420; i en setembre de 1420, mentre Orso Orsini estava assetjat a la ciutat de Nàpols amb Bernardino Ubaldini, Jacopo Caldora i Ramon de Perellós, els angevins Muzio Attendolo Sforza, Maffeo da Cotignola, Micheletto Attendolo, Perino Attendolo i d'altres es van acostar a la porta Marina. Orsino va fer sonar les campanes d'alarma, i va córrer cap a l'enemic, que després de quatre hores de sagnant batalla, es va veure obligat a fugir per la porta del Carmine.
El 1420 Alfons el Magnànim va cridar a Braccio da Montone, a canvi de les places de l'Aquila i Càpua per lluitar per ell contra Muzio Sforza, que estava al capdavant de l'exèrcit angeví a Nàpols. No hi va haver una batalla oberta, encara que l'exèrcit de Braccio va moure's per tot l'Abruzzo i inicià el setge de l'Aquila. Mentrestant, la reina va abandonar el bàndol catalanoaragonès i es passà al costat dels angevins, però Braccio va romandre lleial a Alfons.
En octubre de 1421, mentre Alfons assetjava Acerra, s'hi va dirigir des de Nàpols l'angeví Muzio Sforza per alliberar el setge, però fou aturat per Giovanni Ventimiglia amb un nombrós contingent de cavalleria i infanteria, que va rebre els reforços de Niccolò Piccinino i Braccio da Montone.
Després del combat el desembre de 1421 entre Braccio da Montone i Muzio Sforza a l'entorn del Castel Capuano, on la reina estava sent assetjada, Alfons el Magnànim es va haver de retirar al castell Nou, però el suport de les 22 galeres comandades per Joan Ramon Folc II de Cardona va millorar la seva posició. La reina, pressionada pels angevins, feu marxa enrere i el 1423 adoptà Lluís III d'Anjou (que onze anys abans havia estat competidor del seu pare en el compromís de Casp).
El 10 de juny de 1423 va arribar una flota alfonsina a Nàpols, i l'endemà tingué lloc la batalla de la Porta de Capua entre els angevins Muzio Sforza, Giacomo Acciapaccia, Foschino i Bettuccio Attendoli i d'altres, contra els alfonsins Federico i Giovanni Ventimiglia; foren capturats una vintena de capitans catalanoaragonesos, entre ells Giovanni Ventimiglia.
L'octubre de 1423, Lluís III va sortir d'Afragola amb Muzio Sforza i Micheletto Attendolo, i arribà al pont de la Maddalena per forçar la porta del Carmine, on els van sortir a l'encontre Jacopo Caldora, Berardino de la Carta i Orso Orsini, i feren fugir els angevins.
Alfons va posar rumb de tornada als seus regnes, no sense abans destruir el port de Marsella amb la seva flota, el més important dels dominis angevins. Pere d'Aragó, germà del rei, es quedà a Itàlia per defensar les possessions. A principis de 1424 una flota del duc de Milà va atacar i prendre Gaeta, que estava en mans catalanes, i a continuació es va dirigir a Nàpols, on Jacopo Caldora es va passar al bàndol angeví i els catalans es van retirar i controlar només el castell Nou i el castell de l'Ou, mentre les seves cases foren saquejades.
Amb els nous reforços, la reina envià Sforza a alliberar el setge de l'Aquila però morí en travessar el riu a Pescara, i l'exèrcit el van comandar Jacopo Caldora i Ludovico Colonna, i en la batalla del 2 de juny de 1424, Braccio va resultar greument ferit, es va negar a ser tractat, i morí pocs dies després.
El rei va enviar Artal de Luna y Urrea amb una flota al rescat de l'infant, que es dirigí a Sicília mentre deixava una guarnició al castell Nou, encapçalada pel castlà Arnau Sanç, on va romandre fins a la mort de la reina Joana el 1435.

## Conseqüències
L'ambició permanent del rei Alfons el Magnànim sempre va ser el Regne de Nàpols, i l'oportunitat li va arribar el 1434 i el 1435 amb la mort successivament de Lluís III de Nàpols i de la reina Joana II de Nàpols, mentre l'hereu Renat I d'Anjou era presoner a la cort de Felip III de Borgonya des de la seva derrota en la batalla de Bulgnéville el 1431. Arnau Sanç encara romania com a castlà al castell Nou.